# Revitalisierung (Städtebau)
Revitalisierung ist eine städtebauliche Sanierungsmaßnahme, bei der historische Bausubstanz so umgestaltet wird, dass eine zeitgemäße Nutzung erfolgen kann. Denkmalpflegerische Gesichtspunkte sind dabei von entscheidender Bedeutung. Das charakteristische Erscheinungsbild der historischen Bauwerke bzw. des Milieus muss erhalten bleiben.

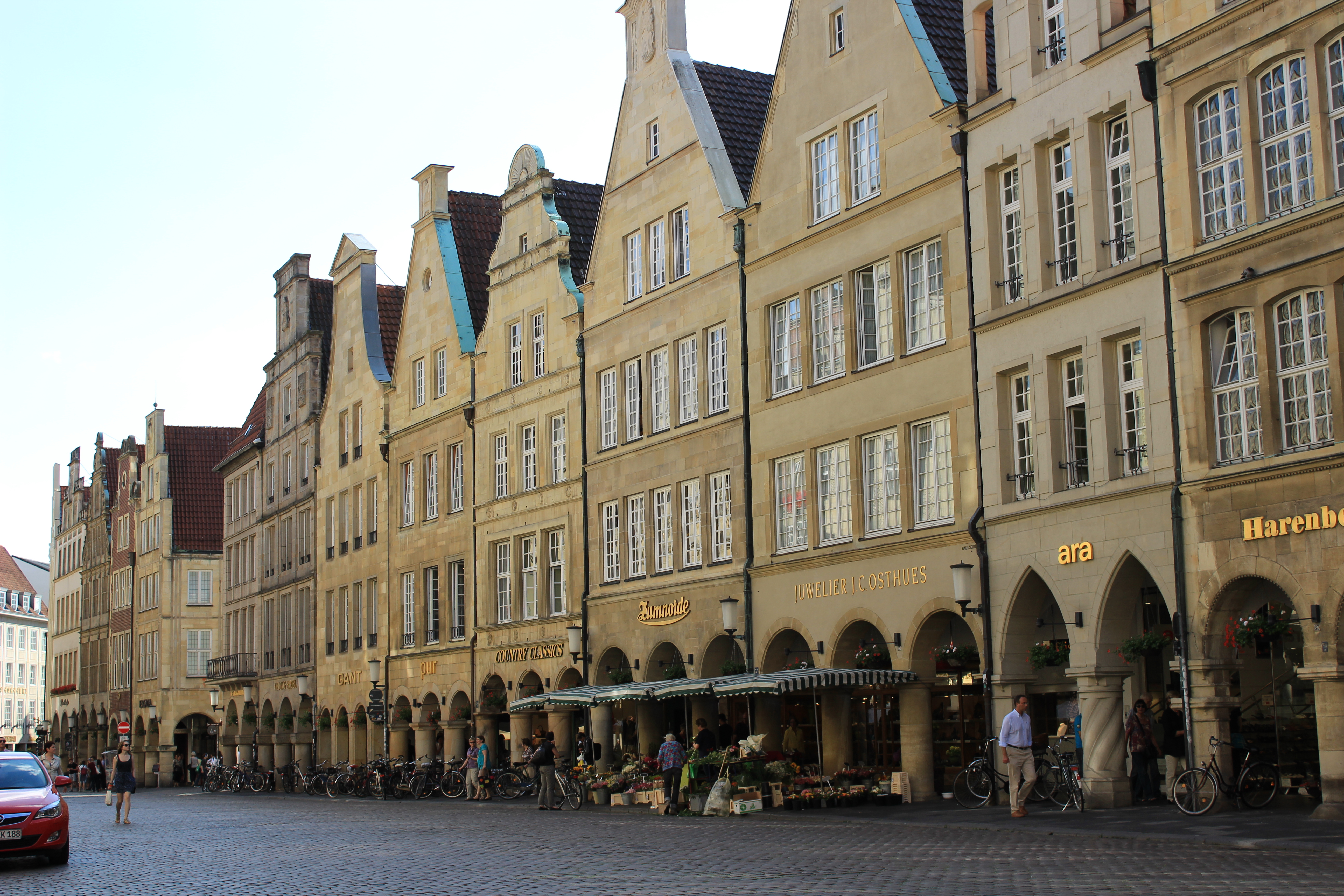
Sanierte historische Gebäude am Prinzipalmarkt in Münster

Bei der Revitalisierung werden oft auf traditionelle Handwerkstechniken (z. B. Fachwerk) spezialisierte Fachleute eingesetzt, so dass diese Berufszweige durch Revitalisierungsmaßnahmen arbeitsmarktpolitisch gefördert werden.